# Землеройно-транспортные машины
Землеройно-транспортные машины — самоходные машины на пневмоколёсном или гусеничном ходу, предназначенные для профилирования земляных насыпей, перемещения и разравнивания грунтов, отделения горной массы от массива и её транспортирования.

## Типы землеройно-транспортных машин
- Экскаватор
- Автогрейдер
- Бульдозер
- Карьерный погрузчик
- Скрепер

## Галерея

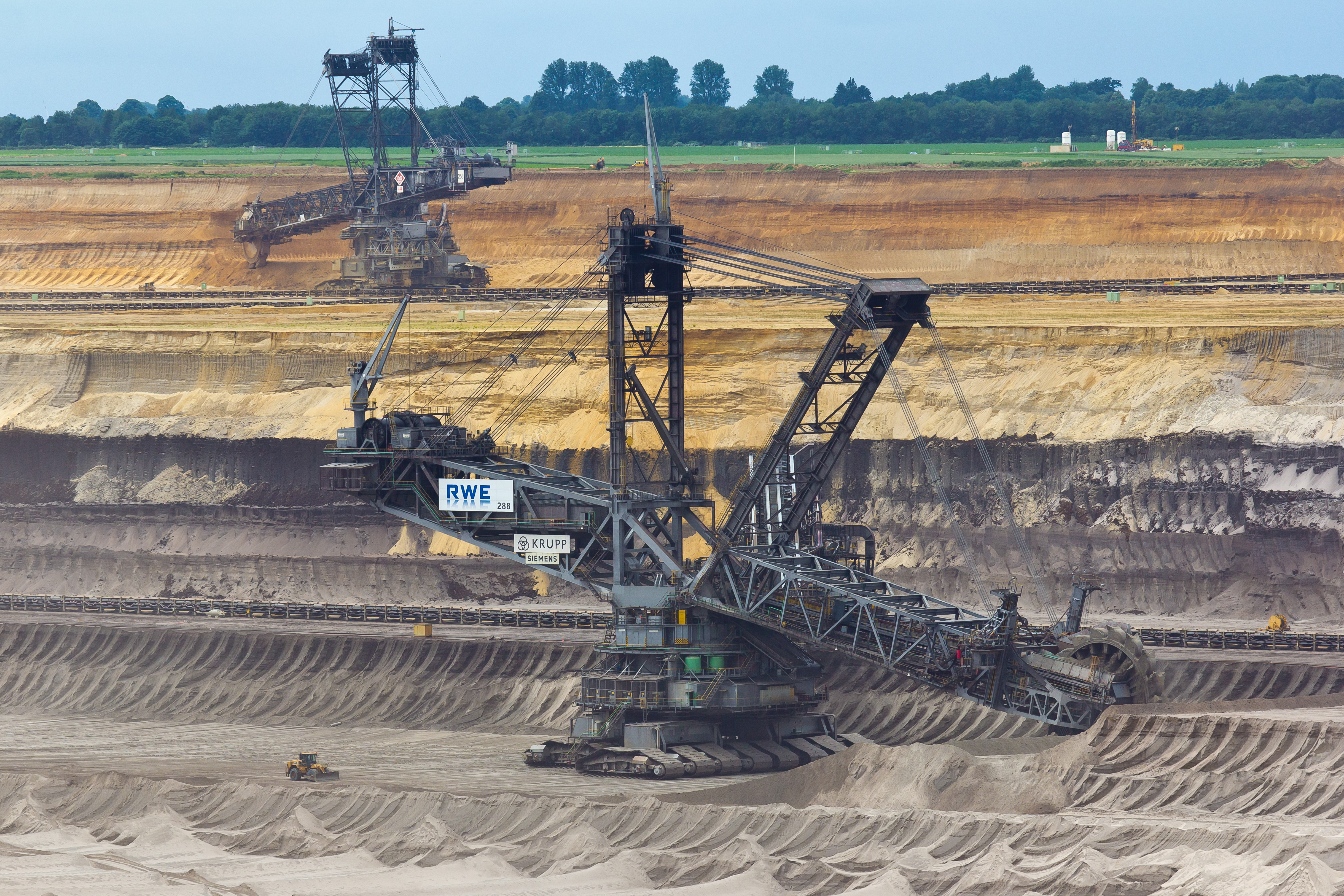
Роторный экскаватор производства немецкой компании Krupp в карьере по добыче бурого угля Гарцвайлер.
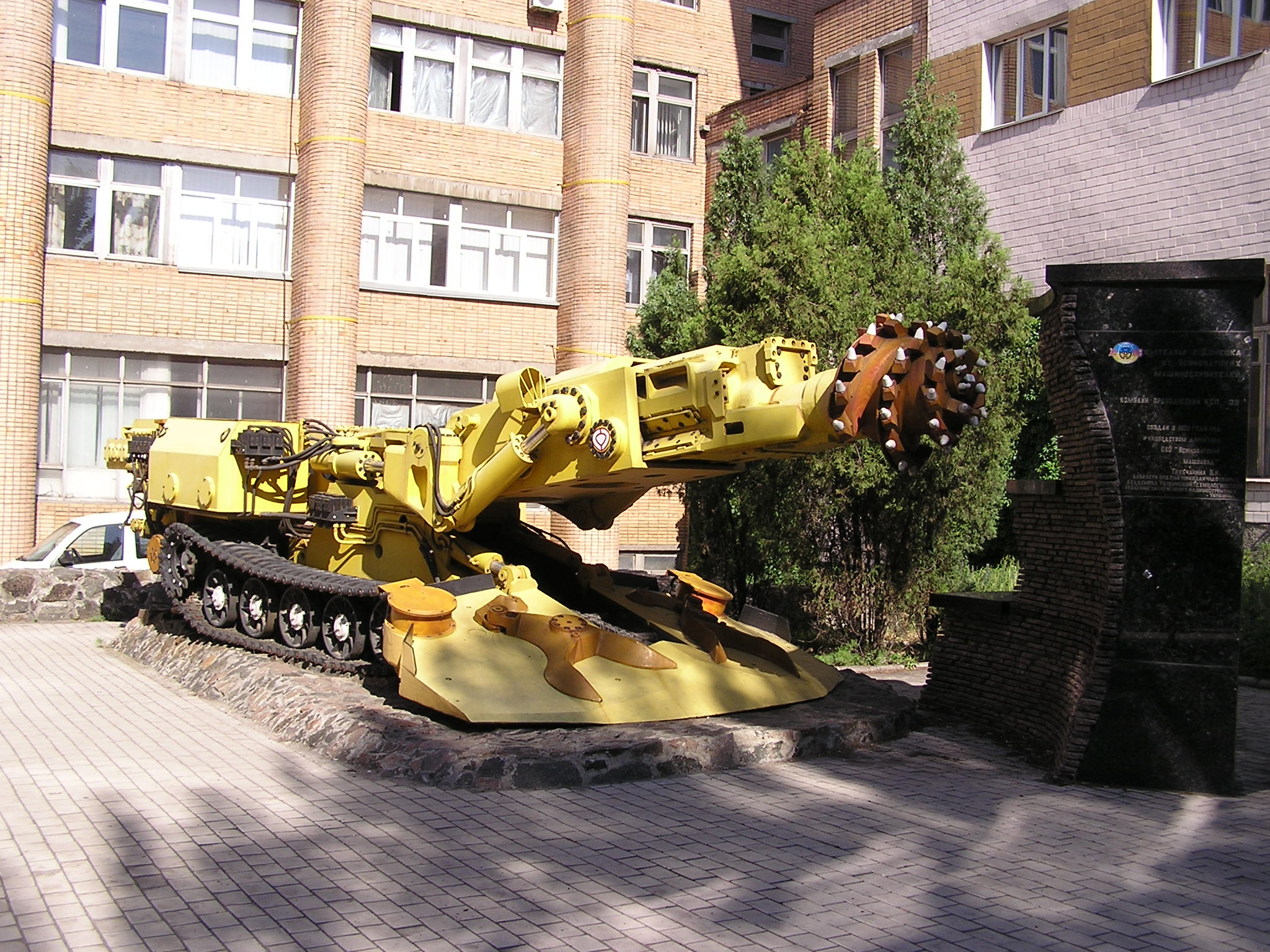
Проходческий комбайн.
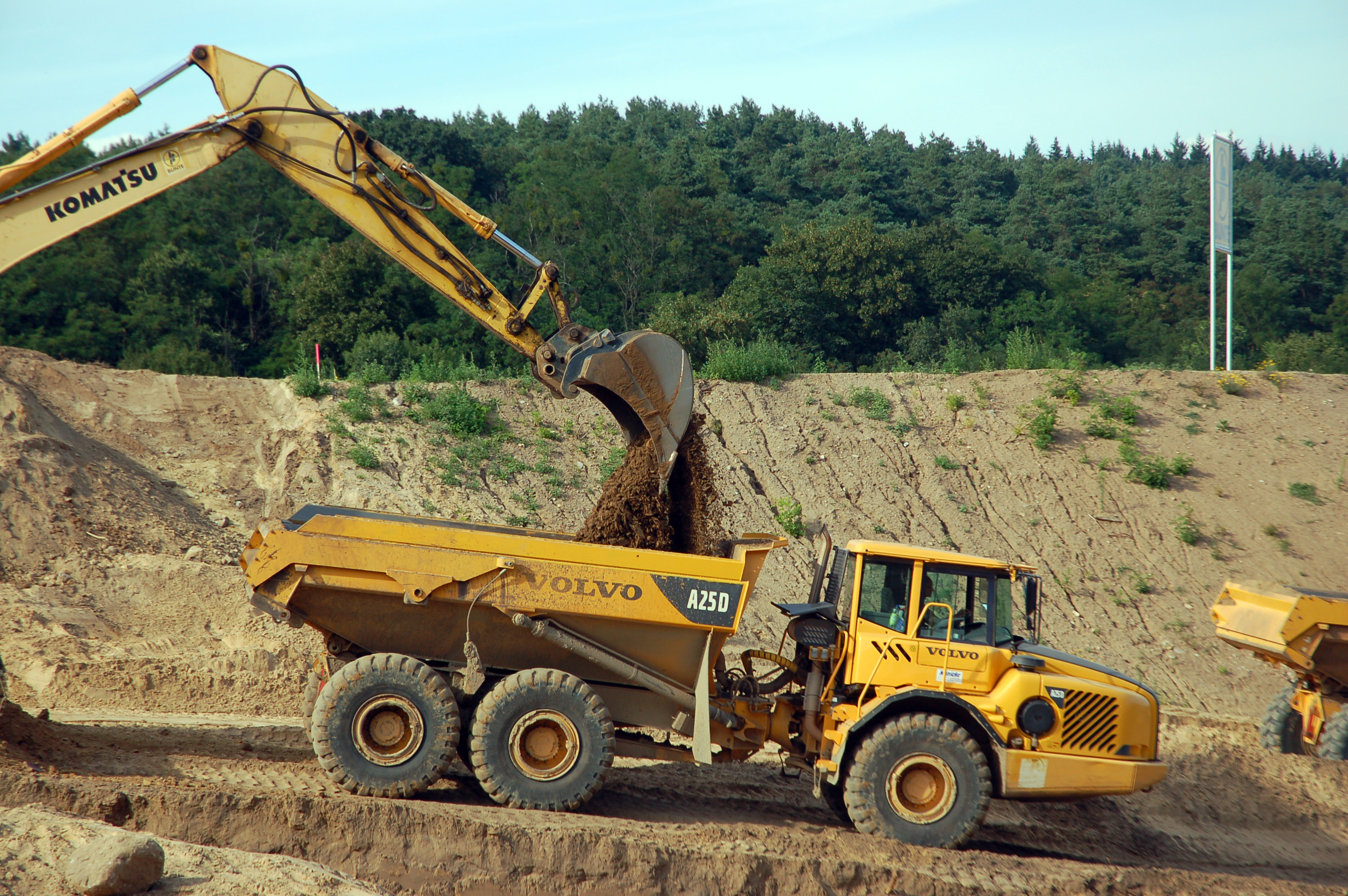
Сочленённый самосвал Volvo A25D под погрузкой. Хорошо видно шарнирное сочленение одноосного тягача с рабочим оборудованием
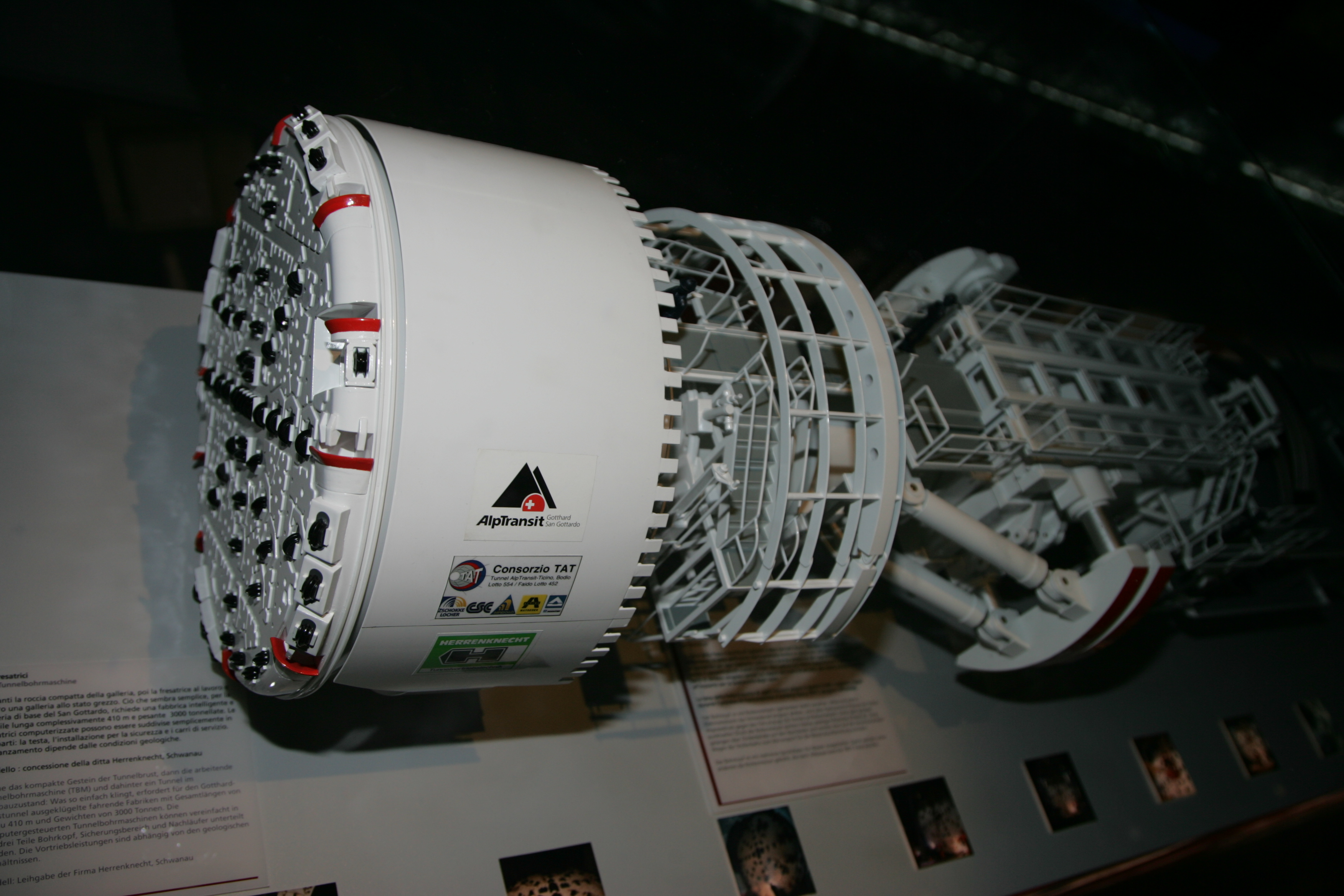
Тоннелепроходческий комплекс фирмы Herrenknecht.